# Немиринецька волость
Немиринецька волость — історична адміністративно-територіальна одиниця Старокостянтинівського повіту Волинської губернії з центром у селі Немиринці.
Станом на 1886 рік складалася з 9 поселень, 9 сільських громад. Населення — 4013 осіб (1992 чоловічої статі та 2021 — жіночої), 616 дворових господарств.
|                     | Площа, десятин | У тому числі орної, дес. |
| ------------------- | -------------- | ------------------------ |
| Сільських громад    | 3673           | 2777                     |
| Приватної власності | 5098           | 2837                     |
| Іншої власності     | 193            | 130                      |
| Загалом             | 8964           | 5744                     |

Поселення волості:
- Немиринці — колишнє власницьке село при річці Іква за 15 верст від повітового міста, 551 особа, 92 двори, православна церква, школа, постоялий будинок, водяний млин.
- Вербородинці — колишнє власницьке село, 367 осіб, 59 дворів, православна церква, каплиця, постоялий будинок.
- Деркачі — колишнє власницьке село при річці Іква, 573 особи, 116 дворів, православна церква, постоялий будинок, кузня, водяний млин.
- Лашки — колишнє власницьке село при річці Самець, 457 осіб, 75 дворів, православна церква, постоялий будинок, водяний і вітряний млини.
- Самчинці — колишнє власницьке село, 566 осіб, 98 дворів, православна церква, постоялий будинок.
- Семиреньки — колишнє власницьке село, 465 осіб, 71 двір, православна церква, католицька каплиця, постоялий будинок, вітряний млин.